# Ministero delle finanze (Serbia)
Il Ministero delle finanze (in serbo Министарство финансија?, Ministarstvo finansija) è un dicastero del governo serbo responsabile delle politiche finanziarie della Serbia.
L'attuale ministro è Siniša Mali (SNS), in carica dal 29 maggio 2018.

## Storia
Il ministero fu istituito nel 1991 e ha assorbito nel 2001 il Ministero dell'industria e tra il 2012 e il 2013 anche il Ministero dell'economia.

## Elenco dei ministri
| Ministro                               | Ministro                            | Partito                         | Governo                | Mandato                | Mandato                |
| Ministro                               | Ministro                            | Partito                         | Governo                | Inizio                 | Fine                   |
| Ministri delle finanze                 | Ministri delle finanze              | Ministri delle finanze          | Ministri delle finanze | Ministri delle finanze | Ministri delle finanze |
| -------------------------------------- | ----------------------------------- | ------------------------------- | ---------------------- | ---------------------- | ---------------------- |
|                                        | Jovan Zebić (1939-2007)             | SPS                             | Zelenović              | 11 febbraio 1991       | 23 dicembre 1991       |
| Božović                                | Jovan Zebić (1939-2007)             | SPS                             | 23 dicembre 1991       | 10 febbraio 1993       |                        |
|                                        | Slavoljub Stanić                    | SPS                             | Šainović               | 10 febbraio 1993       | 18 marzo 1994          |
|                                        | Dušan Vlatković (1938)              | SPS                             | Marjanović I           | 18 marzo 1994          | 10 luglio 1997         |
|                                        | Borislav Milačić (1953)             | SPS                             | Marjanović I           | 10 luglio 1997         | 24 marzo 1998          |
| Marjanović II                          | Borislav Milačić (1953)             | SPS                             | 24 marzo 1998          | 24 ottobre 2000        |                        |
| Minić                                  | Borislav Milačić (1953)             | SPS                             | 24 ottobre 2000        | 25 gennaio 2001        |                        |
| Minić                                  |                                     | Bojan Dimitrijević (1953)       | SPO                    | 24 ottobre 2000        | 25 gennaio 2001        |
| Minić                                  |                                     | Ljubiša Jovanović (1945)        | DOS                    | 24 ottobre 2000        | 25 gennaio 2001        |
|                                        | Božidar Đelić (1965)                | DS                              | Đinđić                 | 25 gennaio 2001        | 18 marzo 2003          |
| Živković                               | Božidar Đelić (1965)                | DS                              | 18 marzo 2003          | 3 marzo 2004           |                        |
|                                        | Mlađan Dinkić (1964)                | G17 Plus                        | Koštunica I            | 3 marzo 2004           | 9 novembre 2006        |
|                                        | Vesna Arsić (ad interim) (1955)     | G17 Plus                        | Koštunica I            | 9 novembre 2006        | 14 novembre 2006       |
|                                        | Milan Parivodić (ad interim) (1966) | DSS                             | Koštunica I            | 14 novembre 2006       | 15 maggio 2007         |
|                                        | Mirko Cvetković (1950)              | Ind.                            | Koštunica II           | 15 maggio 2007         | 7 luglio 2008          |
|                                        | Diana Dragutinović (1958)           | DS                              | Cvetković              | 7 luglio 2008          | 14 marzo 2011          |
|                                        | Mirko Cvetković (1950)              | Ind.                            | Cvetković              | 14 marzo 2011          | 27 luglio 2012         |
| Ministri delle finanze e dell'economia |                                     |                                 |                        |                        |                        |
|                                        | Mlađan Dinkić (1964)                | URS                             | Dačić                  | 27 luglio 2012         | 2 settembre 2013       |
| Ministri delle finanze                 |                                     |                                 |                        |                        |                        |
|                                        | Lazar Krstić (1984)                 | Ind.                            | Dačić                  | 2 settembre 2013       | 27 aprile 2014         |
| Vučić I                                | Lazar Krstić (1984)                 | Ind.                            | 27 aprile 2014         | 15 luglio 2014         |                        |
| Vučić I                                |                                     | Dušan Vujović (1960)            | Ind.                   | 15 luglio 2014         | 11 agosto 2016         |
| Vučić II                               | 11 agosto 2016                      | Dušan Vujović (1960)            | Ind.                   | 29 giugno 2017         |                        |
| Brnabić I                              | 29 giugno 2017                      | Dušan Vujović (1960)            | Ind.                   | 16 maggio 2018         |                        |
| Brnabić I                              |                                     | Ana Brnabić (ad interim) (1975) | Ind.                   | 16 maggio 2018         | 29 maggio 2018         |
| Brnabić I                              |                                     | Siniša Mali (1972)              | SNS                    | 29 maggio 2018         | 28 ottobre 2020        |
| Brnabić II                             | 28 ottobre 2020                     | Siniša Mali (1972)              | SNS                    | 26 ottobre 2022        |                        |
| Brnabić III                            | 26 ottobre 2022                     | Siniša Mali (1972)              | SNS                    | in carica              |                        |